# Augochloropsis hebescens
Augochloropsis hebescens là một loài Hymenoptera trong họ Halictidae. Loài này được Smith mô tả khoa học năm 1879.